# Carlos Adriano de Sousa Cruz
Carlos Adriano de Sousa Cruz, noto semplicemente come Adriano (Valença, 28 settembre 1987), è un calciatore brasiliano, attaccante del Jacuipense.

## Carriera
Il 23 febbraio 2016 mette a segno 4 reti in una sola partita in occasione del match di AFC Champions League contro il Buriram United (conclusosi 0-6 per il FC Seoul).

## Palmarès

### Club
- Campionato brasiliano: 1

Fluminense: 2010
- Coppa della Corea del Sud: 1

Seoul: 2015
- Campionato sudcoreano: 2

Seoul: 2016
Jeonbuk Hyundai: 2018

### Individuale
- Capocannoniere della AFC Champions League: 1

2016 (13 gol)